# المهاتاه، عربستان سعودی
ال مهاتاه، عربستان سعودی یک منطقهٔ مسکونی در عربستان سعودی است که در استان جازان واقع شده‌است.